# زینگدگین
زینگدگین شهری در شهرستان کومبیسیری در استان بازگا در بورکینافاسوی مرکزی است و جمعیت آن ۵۵۰ نفر است.